# Robert Darnell
Robert Darnell , né Robert Henry Pilgrim, est un acteur américain né le 26 septembre 1930 dans le Comté de Los Angeles en Californie aux États-Unis, décédé le 27 janvier 1991 dans le Comté de Los Angeles.

## Filmographie
- 1983 : Dempsey (TV) : John Reisler
- 1983 : La Petite Maison dans la prairie (The House on the Prairie) (Série TV) saison 9, épisode 22 (Bonjour et au revoir (Hello and Goodbye) ) : Philip Rogers
- 1983 : Christine : Michael Cunningham
- 1985 : Malibu Express : Douglas Wilton
- 1985 : Malice in Wonderland (TV) : Heiner
- 1986 : La Loi de Los Angeles (TV) : Coroner
- 1988 : Two Idiots in Hollywood (en) de Stephen Tobolowsky : Joc Jeremy
- 1990 : Coma dépassé (TV) : Martin